# Vassili Bérézoutski
Pour les articles homonymes, voir Berezoutski.
Vassili Vladimirovitch Berezoutski (en russe : Василий Владимирович Березуцкий) est un entraîneur de football russe et ancien footballeur international, né le 20 juin 1982 à Moscou. Il est l'entraîneur principal du club azerbaïdjanais Sabah.
Professionnellement actif de 1999 à 2018, il a principalement joué au poste de défenseur central, bien qu'il ait également évolué régulièrement aux postes d'arrière droit et de milieu défensif. Il est le frère jumeau d'Alexeï Bérézoutski, également footballeur, qu'il côtoie durant la grande majorité de sa carrière.
Formé à l'école de football Smena de Moscou au début des années 1990, Bérézoutski intègre le centre de formation du Torpedo-ZIL en 1997 avant d'en intégrer l'équipe première trois ans plus tard. Après deux saisons, il est recruté par le CSKA Moscou au cours de l'hiver 2001, y rejoignant son frère Alexeï recruté six mois plus tôt. Il évolue par la suite continuellement au CSKA pendant près de dix-sept ans, y remportant la Coupe UEFA en 2005 ainsi que le championnat russe et la coupe de Russie à six reprises entre de 2003 et 2018, année qui le voit annoncer sa retraite sportive en même temps que son frère.

## Biographie

### En club
Il commence sa carrière en 2000 avec le FK Moscou à juste 17 ans. Son jumeau Alexeï et lui rejoignent le CSKA Moscou en 2002 où son premier match le 17 juillet 2002 contre Krylia Sovetov se conclura par une victoire 2 à 0.
Il prolonge en 2008 avec un contrat durant jusqu'à 2011. Avec ce club, il remporte de nombreux trophées nationaux comme 5 Championnats et 4 Coupes de Russie mais son plus grand trophée est sans équivoque la Coupe UEFA remportée en 2005.

### En équipe nationale
Bérézoutski évolue également à cent-une reprises sous le maillot de la sélection russe entre 2003 et 2017, prenant ainsi part au championnat d'Europe de 2008 qui voit la Russie atteindre les demi-finales de la compétition. Il participe par la suite à la Coupe du monde de 2014 ainsi qu'à l'Euro 2016 avant de mettre un terme à sa carrière internationale un an plus tard.
Joueur plutôt offensif malgré son positionnement défensif, il fait partie de l'équipe de Russie retenue pour disputer l'Euro 2008. Durant l'Euro 2016, il inscrit le but égalisateur dans le temps additionnel face à l'Angleterre. 
Lui et son frère Alexeï annoncent simultanément leurs retraites sportives en juillet 2018.

### Carrière d'entraîneur
Le 25 novembre 2024, Berezutski a signé un contrat de 2,5 ans avec le club azerbaïdjanais Sabah, devenant l'entraîneur principal de l'équipe.
Le 14 juin 2025, le contrat de Berezutski avec Sabah a été résilié d’un commun accord.

## Statistiques
| Saison                | Club                  | Championnat           | Championnat | Championnat | Coupe(s) nationale(s) | Coupe(s) nationale(s) | Supercoupe | Supercoupe | Compétition(s) continentale(s) | Compétition(s) continentale(s) | Compétition(s) continentale(s) | Russie | Russie | Total | Total |
| Saison                | Club                  | Division              | M.          | B.          | M.                    | B.                    | M.         | B.         | Comp.                          | M.                             | B.                             | M.     | B.     | M.    | B.    |
| 2000                  | Torpedo-ZIL Moscou    | D2                    | 2           | 0           | 0                     | 0                     | -          | -          | -                              | -                              | -                              | -      | -      | 2     | 0     |
| 2001                  | Torpedo-ZIL Moscou    | D1                    | 26          | 0           | 2                     | 0                     | -          | -          | -                              | -                              | -                              | -      | -      | 28    | 0     |
| Sous-total            | Sous-total            | Sous-total            | 28          | 0           | 2                     | 0                     | -          | -          | -                              | -                              | -                              | -      | -      | 30    | 0     |
| 2002                  | CSKA Moscou           | D1                    | 2           | 0           | 0                     | 0                     | -          | -          | C3                             | 0                              | 0                              | -      | -      | 2     | 0     |
| 2003                  | CSKA Moscou           | D1                    | 23          | 0           | 0                     | 0                     | 1          | 0          | C1                             | 1                              | 0                              | 2      | 0      | 27    | 0     |
| 2004                  | CSKA Moscou           | D1                    | 6           | 0           | 1                     | 0                     | -          | -          | C1                             | 5                              | 0                              | 0      | 0      | 12    | 0     |
| 2005                  | CSKA Moscou           | D1                    | 27          | 2           | 7                     | 0                     | -          | -          | C3+SC                          | 14+1                           | 2+0                            | 9      | 0      | 58    | 4     |
| 2006                  | CSKA Moscou           | D1                    | 26          | 1           | 7                     | 0                     | 1          | 0          | C1                             | 6                              | 0                              | 6      | 0      | 46    | 1     |
| 2007                  | CSKA Moscou           | D1                    | 26          | 1           | 4                     | 0                     | 1          | 0          | C3+C1                          | 2+5                            | 0                              | 8      | 1      | 46    | 2     |
| 2008                  | CSKA Moscou           | D1                    | 28          | 0           | 4                     | 0                     | -          | -          | C3                             | 5                              | 0                              | 8      | 0      | 45    | 0     |
| 2009                  | CSKA Moscou           | D1                    | 28          | 2           | 3                     | 0                     | 1          | 0          | C3+C1                          | 4+6                            | 0+1                            | 9      | 1      | 51    | 4     |
| 2010                  | CSKA Moscou           | D1                    | 22          | 0           | 1                     | 0                     | 1          | 0          | C1+C3                          | 4+11                           | 0                              | 7      | 0      | 46    | 0     |
| 2011-2012             | CSKA Moscou           | D1                    | 36          | 0           | 5                     | 0                     | 1          | 0          | C1                             | 8                              | 1                              | 13     | 0      | 63    | 1     |
| 2012-2013             | CSKA Moscou           | D1                    | 29          | 0           | 1                     | 0                     | -          | -          | C3                             | 2                              | 0                              | 8      | 0      | 40    | 0     |
| 2013-2014             | CSKA Moscou           | D1                    | 23          | 0           | 3                     | 0                     | 1          | 0          | C1                             | 2                              | 0                              | 11     | 2      | 40    | 2     |
| 2014-2015             | CSKA Moscou           | D1                    | 30          | 1           | 3                     | 0                     | 1          | 0          | C1                             | 6                              | 1                              | 9      | 0      | 49    | 2     |
| 2015-2016             | CSKA Moscou           | D1                    | 18          | 0           | 1                     | 0                     | -          | -          | C1                             | 5                              | 0                              | 8      | 1      | 32    | 1     |
| 2016-2017             | CSKA Moscou           | D1                    | 27          | 0           | 0                     | 0                     | -          | -          | C1                             | 5                              | 0                              | 3      | 0      | 35    | 0     |
| 2017-2018             | CSKA Moscou           | D1                    | 25          | 1           | 0                     | 0                     | -          | -          | C1+C3                          | 9+5                            | 0                              | -      | -      | 39    | 1     |
| Sous-total            | Sous-total            | Sous-total            | 376         | 0           | 40                    | 0                     | 8          | 0          | -                              | 106                            | 5                              | 101    | 5      | 631   | 10    |
| Total sur la carrière | Total sur la carrière | Total sur la carrière | 404         | 9           | 42                    | 0                     | 8          | 0          | -                              | 106                            | 5                              | 101    | 5      | 661   | 19    |

## Palmarès
- Coupe UEFA
  - Vainqueur : 2005
- Championnat de Russie
  - Champion : 2003, 2005, 2006, 2013, 2014, 2016
  - Vice-champion : 2002, 2004, 2008, 2010, 2015, 2017, 2018
- Coupe de Russie
  - Vainqueur : 2005, 2006, 2008, 2009, 2011, 2013
  - Finaliste : 2016
- Supercoupe de Russie
  - Vainqueur : 2006, 2007, 2009, 2013, 2014
  - Finaliste : 2010, 2011